# Hunyadi

Wapen van het geslacht Hunyadi

Het Huis Hunyadi was een van de machtigste adellijke families in het Koninkrijk Hongarije tijdens de 15e eeuw. Een lid van de familie, Matthias Corvinus, was Koning van Hongarije van 1458 tot 1490, Koning van Bohemen (regerend over Moravië, Neder-Lausitz, Opper-Lausitz en Silezië) van 1469 tot 1490, en Hertog van Oostenrijk van 1487 tot 1490. Zijn buitenechtelijke zoon, Johannes Corvinus, regeerde over het Hertogdom Troppau van 1485 tot 1501, en over vijf andere Silezische hertogdommen, waaronder Bytom, Głubczyce, Loslau, Racibórz en Tost, van 1485 tot 1490. Het wapen van de familie Hunyadi toonde een raaf met een gouden ring in zijn snavel.
De stichter van de familie, Voyk, ontving het gelijknamige Kasteel Hunyad (in het huidige Hunedoara, Roemenië) van Sigismund, Koning van Hongarije, in 1409. Zijn etniciteit is onderwerp van wetenschappelijk debat. Sommige moderne historici beschrijven hem als een Vlach of Roemeense knez of bojaar, afkomstig uit Walachije of Transsylvanië. Anderen beschrijven hem als een Koeman of Slavische edelman. Volgens de 15e-eeuwse historicus Johannes de Thurocz verhuisde Voyk van Walachije naar Transsylvanië. Voyks oudste zoon, Johan Hunyadi, werd door zijn tijdgenoten vaak als Vlach aangeduid.
Johan Hunyadi, een militaire bevelhebber, was het eerste lid van de familie dat de status van "ware baron van het rijk" verwierf. Hij werd benoemd tot Ban van Severin in 1439 en tot Voivode van Transsylvanië in 1441. In 1452 kreeg hij ook de titel van Erfelijke Graaf van Beszterce, de eerste erfelijke titel die in het Koninkrijk Hongarije werd gecreëerd. Bij zijn dood bezat Johan Hunyadi vele landgoederen in het koninkrijk. De roem en rijkdom van Johan Hunyadi leidden ertoe dat zijn zoon, Matthias Corvinus, in 1458 tot Koning van Hongarije werd gekozen. Matthias probeerde een erfopvolging voor zijn zoon, Johan Corvinus, veilig te stellen, maar dit lukte niet. Johan kon na de dood van Matthias in 1490 enkel het Hertogdom Glogau behouden, samen met enkele andere familiebezittingen in Hongarije. De enige zoon van Johan, Christoffel Corvinus, was het laatste mannelijke lid van de familie. Hij overleed op zesjarige leeftijd in 1505. Zijn zus Elisabeth stierf tijdens haar kindertijd.

## Bekende telgen
- Johannes (János) Hunyadi (1387-1456), tweede zoon van Vajk, stadhouder van Zevenburgen (1441), regent van Hongarije (1446-1452) namens de minderjarige koning Ladislaus Posthumus
- Ladislaus (László) Hunyadi (1433-1457), zoon van Johannes, Hongaars staatsman en militair, onderwerp van een opera van Ferenc Erkel
- Matthias (Mátyás) Hunyadi (1443-1490), Matthias Corvinus, zoon van Johannes, koning van Hongarije (1458-1490)

Geen lid van dit geslacht is Emese Hunyadi.